# Josef Auspitz
Josef Adolf Auspitz (4. března 1812 Mikulov – 10. března 1889 Brno) byl rakouský pedagog, novinář a politik německé národnosti z Moravy; poslanec Moravského zemského sněmu a moravský zemský školní inspektor.

## Biografie
Pocházel z židovské rodiny. Později ale konvertoval. Narodil se v Mikulově. Vystudoval piaristické gymnázium v Mikulově. Ve Vídni potom od roku 1829 dvouletou filozofii. Roku 1833 přešel do Pešti, kde složil rigorozní zkoušky a získal doktorát z filozofie. Ještě v roce 1833 začal ve Vídni studovat medicínu, pak matematiku, mechaniku a astronomii. Na vídeňské polytechnice studoval chemii, účetnictví a obchodní právo. Byl privátním docentem matematiky a ve školním roce 1847/1848 byl suplujícím profesorem obchodních počtů a účetnictví na obchodním oddělení vídeňské techniky. Zapojil se do veřejného dění během revolučního roku 1848. V roce 1849 měl získat stálé místo na stolici obchodních počtů vídeňské techniky, ale postu byl zbaven. Od prosince 1849 byl profesorem obchodních počtů na nově zřízené brněnské technice. Roku 1851 (podle jiného zdroje až v září 1852) se stal ředitelem brněnské státní vyšší reálné školy. V letech 1862–1869 a 1874–1880 byl členem správní rady moravské vyšší tkalcovské školy v Brně. V roce 1862 působil i jako pomocný učitel na moravské vyšší tkalcovské škole. V roce 1863 byl povolán do vyučovací rady a 20. června 1869 se stal zemským školním inspektorem na Moravě. Tento post zastával do roku 1871, kdy vláda Karla von Hohenwarta prováděla ve státní službě personální změny. Odešel ze státní služby do penze.
Byl aktivní veřejně i politicky. Společně s Christianem d'Elvertem a Rudolfem Ottem se zasazoval o sjednocení brněnských politických obcí do Velkého Brna. Od roku 1861 až do roku 1885 zasedal v brněnském obecním výboru. Pak rezignoval kvůli vysokému věku. Podílel se na založení Moravské živnostenské jednoty. Od roku 1870 působil v redakci listu Tagesbote aus Mähren und Schlesien, který byl hlavním orgánem německých liberálů na Moravě, roku 1874 se stal i šéfredaktorem tohoto deníku, přičemž tuto funkci zastával až do své smrti, podle jiného zdroje pouze do roku 1883. Působil jako člen Spolku Němců v Čechách, na Moravě a ve Slezsku.
Zapojil se i do vysoké politiky. V doplňovacích zemských volbách 24. června 1869 byl zvolen na Moravský zemský sněm za kurii městskou, obvod Šternberk. Mandát zde obhájil v zemských volbách v roce 1870. V roce 1869 se uvádí jako kandidát tzv. Ústavní strany (liberálně a centralisticky orientovaná).
Zemřel v březnu 1889 a byl pohřben na Ústředním hřbitově v Brně.
Byl dvakrát ženatý. Měl tři dcery a syna. Jeho druhá manželka Natalie byla sestrou barona Franze Kuhna von Kuhnenfeld.